# Liste der Baudenkmale in Pritzier
In der Liste der Baudenkmale in Pritzier sind alle Baudenkmale der Gemeinde Pritzier (Landkreis Ludwigslust-Parchim) und ihrer Ortsteile aufgelistet (Stand: Januar 2021).

## Pritzier
| ID | Lage                                          | Bezeichnung                                                                                          | Beschreibung | Bild                                                                                                 |
| -- | --------------------------------------------- | --- | --- | --- |
|    | An der B5/Abzweig der Str. nach Pritzier-Bhf. | Meilenstein                                                                                          | | Meilenstein                                                                                          |
|    | Parkweg 1 (Karte)                             | Gutsanlage mit Gutshaus, Park, Wassermühle (Besitzer Zech/Wagner), Stall, Pferdestall, Verwalterhaus | Klassizistischer, 2-gesch., 13-achsiger Putzbau über Tiefparterre von 1820 bis 1825 mit 3-achsigem Mittelrisalit und Gartensaal nach Plänen von Joseph Christian Lillie; Landschaftspark; Pferdestall von 1830.                                                       | Gutsanlage mit Gutshaus, Park, Wassermühle (Besitzer Zech/Wagner), Stall, Pferdestall, Verwalterhaus |
|    | Hagenower Straße 11 (Karte)                   | Wassermühle                                                                                          | | |
|    | Kirchplatz (Karte)                            | Kirche mit Trockenmauer und Kirchhof                                                                 | Neogotischer, einschiffiger Backsteinbau von 1852 auf ma. Feldsteinsockel; schmaler, quadr. Westturm mit spitzem Turmhelm; Ersatz für frühere gotische Feldsteinkirche von 1230; neugotische Altarwand, Orgelprospekt von 1680 mit neuerer Orgel; Sanierung von 1993. | Kirche mit Trockenmauer und Kirchhof                                                                 |
|    | Kirchplatz                                    | Grabkapelle                                                                                          | | |
|    | Kirchplatz                                    | Gruft von Könnemann                                                                                  | | |
|    | Kirchplatz                                    | Gruft von Baumann                                                                                    | | |
|    | Am Pfarrhof 1 (Karte)                         | ehem. Pfarrhaus                                                                                      | | |

## Bahnhof-Pritzier
| ID | Lage                   | Bezeichnung                 | Beschreibung | Bild                        |
| -- | ---------------------- | --------------------------- | ------------ | --------------------------- |
|    | Am Bahnhof (Karte)     | Stationsgebäude             |              | Stationsgebäude             |
|    | Am Bahnhof 2 (Karte)   | ehem. Molkerei              |              |                             |
|    | Am Bahnhof 4/5 (Karte) | Bahnhof mit Empfangsgebäude |              | Bahnhof mit Empfangsgebäude |
|    | Am Bahnhof 9 (Karte)   | Bahnarbeiterhaus            |              |                             |

## Schwechow
| ID | Lage              | Bezeichnung                                        | Beschreibung                                                                                                 | Bild |
| -- | ----------------- | -------------------------------------------------- | --- | ---- |
|    | Am Park 1 (Karte) | ehem. Gutshaus und ehem. Hühnerhaus mit Taubenturm | Sanierter, 1-gesch., 15-achs. Putzbau von nach 1896 mit 2-gesch. Mittelrisalit und zwei seitl. Flügelbauten. |      |